# Ebbets Field
O Ebbets Field foi um estádio na cidade de Nova York, nos Estados Unidos, que foi a casa do Brooklyn Dodgers, da Major League Baseball, entre 1913 e 1957, e do time de futebol americano de mesmo nome da NFL, entre 1930 a 1944.

## História

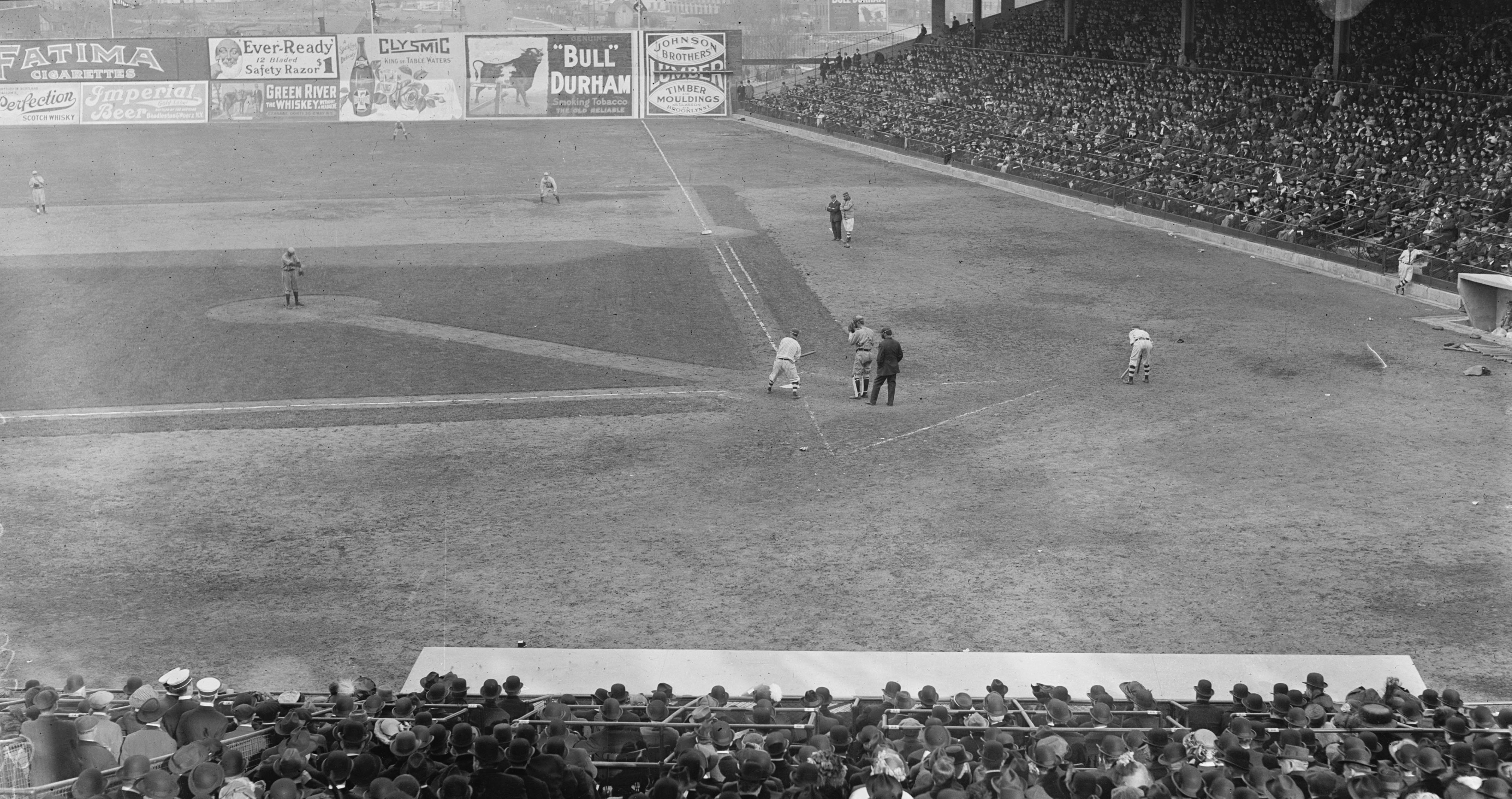
Jogo no estádio em 1913.

O estádio foi inaugurado em 1913 e era considerado "tão aconchegante que os torcedores tinham a impressão de poder apertar a mão dos jogadores". A partir da década de 1940, os Dodgers eram a franquia mais rentável da Liga Nacional, apesar do declínio de público ano a ano, que culminou com apenas 45% da capacidade ocupada em 1956. O presidente do time, Walter O'Malley, de olho em uma lucrativa mudança para a Califórnia, tentou convencer a prefeitura a construir um novo estádio para substituir o Ebbets Field, mas, diante da negativa, vendeu o estádio junto com o estádio que o clube tinha para sua equipe de baixo, em Montreal, por um milhão de dólares, que ajudaram a financiar a mudança para Los Angeles, anunciada após o fim da temporada de 1957.

### Demolição

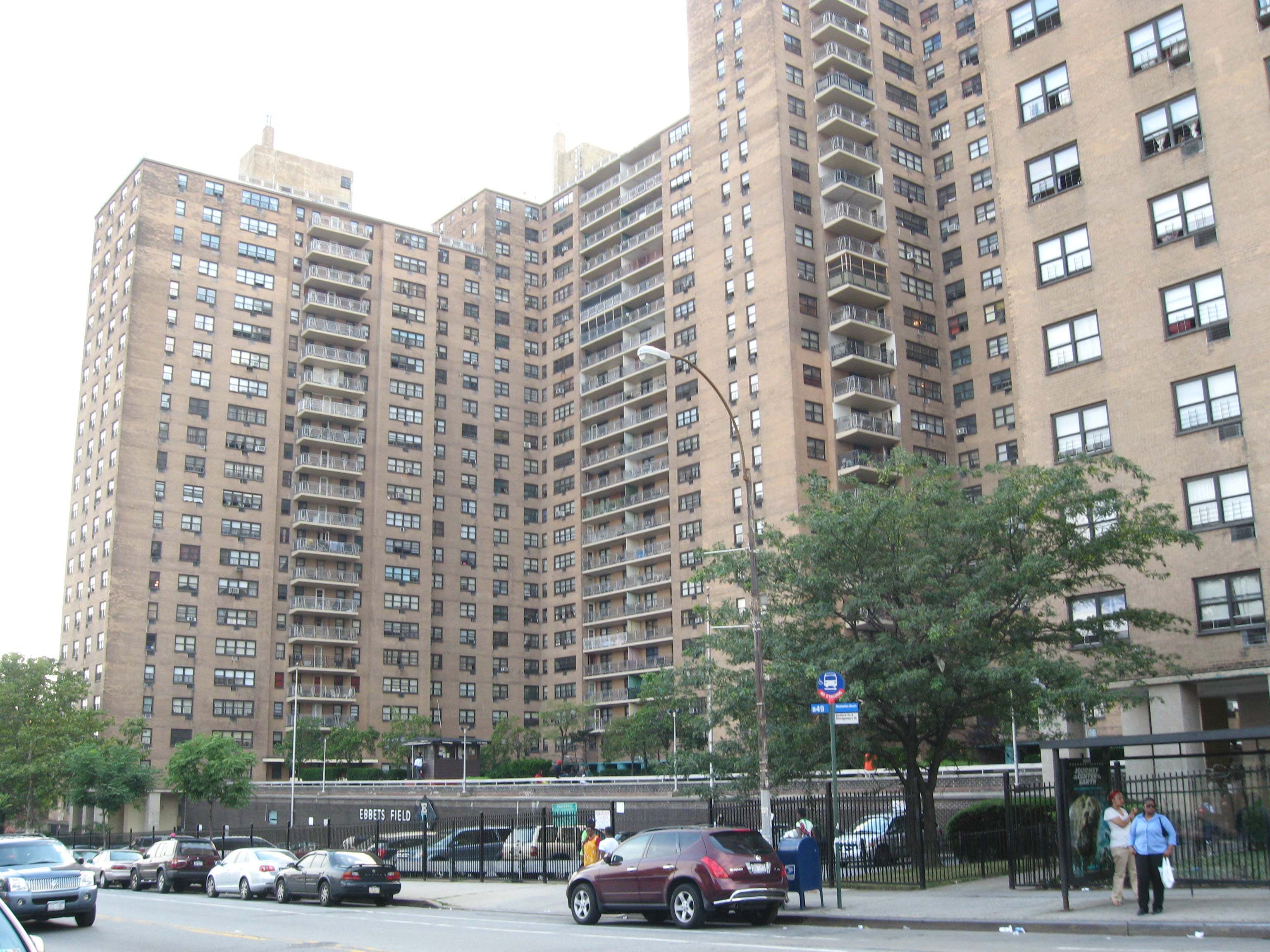
Conjunto de apartamentos construído no lugar do estádio em 1972.

Demolido em 23 de fevereiro de 1960, o estádio deu lugar a um conjunto de prédios de apartamentos batizado de Ebbets Fields Apartments, que em 1972, com a morte de Jackie Robinson, receberia o nome de Jackie Robinson Apartments. O Citi Field, estádio do New York Mets inaugurado em 2009, foi propositalmente inspirado no Ebbets Field, já que o dono do time, Fred Wilpon, cresceu no bairro do Brooklyn.